# Love Is Magic
『Love Is Magic』（ラブ・イズ・マジック）は、1989年4月25日にリリースされたC-C-Bの15枚目のシングルである。

## 解説
- 4月21日に出演した音楽番組『ミュージックステーション』にてバンドの解散を発表。その4日後に発表されたラストシングル。
- 「メモリアルシングル」と謳われたこの作品は、c/wの「約束」とともにファンに対する感謝を込めたメッセージを松本隆が手がけた。

## エピソード
- 「約束」はC-C-B時代、ライブで演奏されることはなかった。C-C-B解散後から22年の時を経た2011年7月、渡辺・田口・米川の3人がC-C-Bの楽曲をセルフカバーするユニット『AJ-米田渡-』名義でライブツアーを行った際に、同曲を初めて生演奏で披露。渡辺はMCで「実はHPで、（今回の）ライブで演奏して欲しい曲リクエストを募るまでこの曲をずっと忘れていた。でも、今日演奏したことで“約束を守った”でしょ」と述べた。

## 収録曲
| 全作詞: 松本隆、全作曲: 筒美京平。 |                   |        |            |          |      |
| #                                  | タイトル          | 作詞   | 作曲・編曲 | 編曲     | 時間 |
| 1.                                 | 「Love Is Magic」 | 松本隆 | 筒美京平   | 田口智治 | 4:02 |
| 2.                                 | 「約束」          | 松本隆 | 筒美京平   | 米川英之 | 4:34 |